# Artur Menéndez Aleyxandre
Artur Menéndez Aleyxandre (Barcelona, 1899 - 1984) fou un compositor, crític i musicògraf català. Organitzà la seva activitat com a crític de manera professional, com a col·laborador de pedagogs com Manuel Borguñó o intèrprets com Joan Manén, consolidant el paper del crític com a figura central de l'activitat concertística.

## Biografia
Es formà musicalment amb el seu pare i rebé lliçons d'Enric Morera i Antoni Nicolau. De molt jove començà l'activitat compositiva i la tasca de crític, va treballar per a les editorials Juventud, Labor i Daimon, on inicià el Fichero Musical, que oferia als especialistes informacions musicogràfiques d'utilitat en format molt esquemàtic. Va col·laborar en les revistes Ritmo i Barcelona Teatral, a La Vanguardia i a la Prensa.
Fundà la revista El Acordeonista i va ser crític a Radio Nacional i, des de 1956, a Ràdio Miramar. A més, va col·laborar en iniciatives editorials, com el Diccionario enciclopédico de la música, publicat per Albert Torrellas, l'Enciclopedia universal Sopena i el New Grove Dictionary of Music and Musicians.
Exercí de secretari del violinista i compositor Joan Manén i fou membre de diverses entitats musicals, actuant com a degà de la crítica musical barcelonina. Especialitzat en la filosofia de la música, impartí nombroses conferències sobre temes musicals i mantingué un criteri molt personal en relació amb la creació musical avantguardista, amb l'evolució rupturista de la qual no estava d'acord.
Casat amb la liederista Georgette Castegnier, l'acompanyà al piano en diversos concerts i escriví un gran nombre de lieder sobre textos de Rubén Darío, Rabindranath Tagore, Heinrich Heine i Pedro Calderón de la Barca, entre d'altres.
Per a piano va estrenar Kiss-me (1920), Serenata española (1920), Film romantique (1920), Metropolitan two-steep (1920), Domingo por la tarde en invierno (1927), Serie clásica (Gavota, Minué, Allegro, Romanza, Tarantela) (1938) i Cinco notas (1980).
Per a veu i piano va estrenar Serenata (1916), Canciones románticas (1917-1918), El alcázar de las perlas (1919), Cançonetes gentils (1923), La rosella i l’espiga (A. Mestres, 1925), Rima (Rubén Darío, 1926), Cançons populars catalanes (1932), Geishas (1933, 1935, 1961, 1974), Canciones azules (1937), Canciones infantiles (1938), Ocho cancioncillas españolas (1941).